# Sportacus
Sportacus es un personaje ficticio de la serie infantil LazyTown, creado e interpretado por Magnús Scheving. Es el protagonista de la serie junto con Stephanie. Su nombre es un acrónimo del gladiador romano Espartaco y la palabra inglesa "sport" (deporte) que alude a su condición atlética.

## Características
Sportacus proviene de "una isla en el Mar del Norte", además habla inglés e islandés. En la serie, es el décimo guardián de LazyTown, y acude a esa ciudad luego de que Stephanie enviara un mensaje al guardián N.º 9 para que la ayudara a motivar a los niños de LazyTown. Hasta la fecha no se ha dado a conocer el vínculo entre el misterioso guardián N.º 9 y Sportacus. No obstante, el hecho de que sean denominados N°9 y N° 10 indica que pertenecen a una cadena de individuos que se dedican a las mismas actividades de héroes y atletas con un estilo de vida saludable, que se han sucedido unos a otros en la realización de las mismas, seguramente no sólo en LazyTown, sino también en varias otras partes del mundo. Esto lo denota el hecho de que, cuando Sportacus recibe la misiva de Stephanie pidiéndole ayuda al guardián N°9, Sportacus, el N° 10, investiga sobre esa ciudad en uno de sus libros, lo que indica que su labor no estaría totalmente centrada en esa ciudad, así como que no lo sabía todo sobre ella. Por otra parte, el nivel profesional al que Sportacus se ejercita es indicativo de que los guardianes reciben una eficaz instrucción sobre cómo hacerlos antes de abocarse a su misión, aunque no se conoce el método empleado para ello.
Su misión en la ciudad es motivar a los niños a hacer ejercicio, comer frutas (a los que llama "dulces sanos") y llevar una vida saludable; de hecho él mismo lo hace. Se hace enemigo de Robbie Rotten, un malhumorado vago que busca llevar a LazyTown al anterior statu quo (una ciudad perezosa). Sportacus está tan comprometido con su actividad física que incluso realiza movimientos acrobáticos para ir de un lugar a otro, por lo que los niños le recomiendan que se tome la vida con calma.
Sportacus vive en un dirigible de gran tamaño que ronda el cielo de LazyTown, donde está su cama, su alacena y equipos deportivos. Se infla con una bomba de pie.

## Origen
En la obra de teatro islandesa original de 1996 en la que se basó la serie de televisión, Áfram Latibær! (¡Vamos LazyTown!) Sportacus era un elfo llamado Íþróttaálfurinn (El Elfo Atlético) que poseía poderes mágicos y vestía una túnica azul marino, pantalones verdes holgados y un gran sombrero de color ámbar quemado. También tenía un bigote rubio grande y espeso y una barba de chivo. Sportacus se llama Íþróttaálfurinn en todas sus apariciones en islandés, incluido el doblaje islandés de la serie de televisión.
En la segunda obra, Glanni Glæpur í Latabæ (Robbie Rotten en LazyTown), Sportacus cambió hasta una versión parecida a la actual. Viajaba en un dirigible de aire caliente y usaba equipos de color amarillo y marrón (en lugar de azul).
En el programa de televisión, Sportacus vestía un uniforme deportivo azul y blanco, un chaleco azul, una gorra de calcetín azul con una raya blanca gruesa y una raya negra delgada, gafas de color azul claro, botas azul oscuro con rayas rojas, negras y blancas, brazaletes de metal azul en los brazos y un bigote puntiagudo negro.
En 2006, Magnús Scheving contrató a Dýri Kristjánsson como su doble de acción para el papel de Sportacus. En 2014, Dýri asumió por completo el papel de Sportacus, ya que Magnús se estaba volviendo demasiado mayor para el papel. 

## Recepción
Sportacus ha tenido buena recepción en el público. Esto le ha permitido a Scheving ser parte de diversas campañas de salud. En 2010, Sportacus y la entonces primera dama de Estados Unidos Michelle Obama, visitan la escuela Bruce Monroe en Washington como parte de la campaña liderada por ella Let's Move!. 
En 2012, Sportacus visitó el Centro Infantil Wareham Wareham como parte de la campaña Change4Life en el Reino Unido. En diciembre del mismo año visitó Chile como parte de la campaña de salud del gobierno, Elige Vivir Sano.